# 薩丁尼亞海

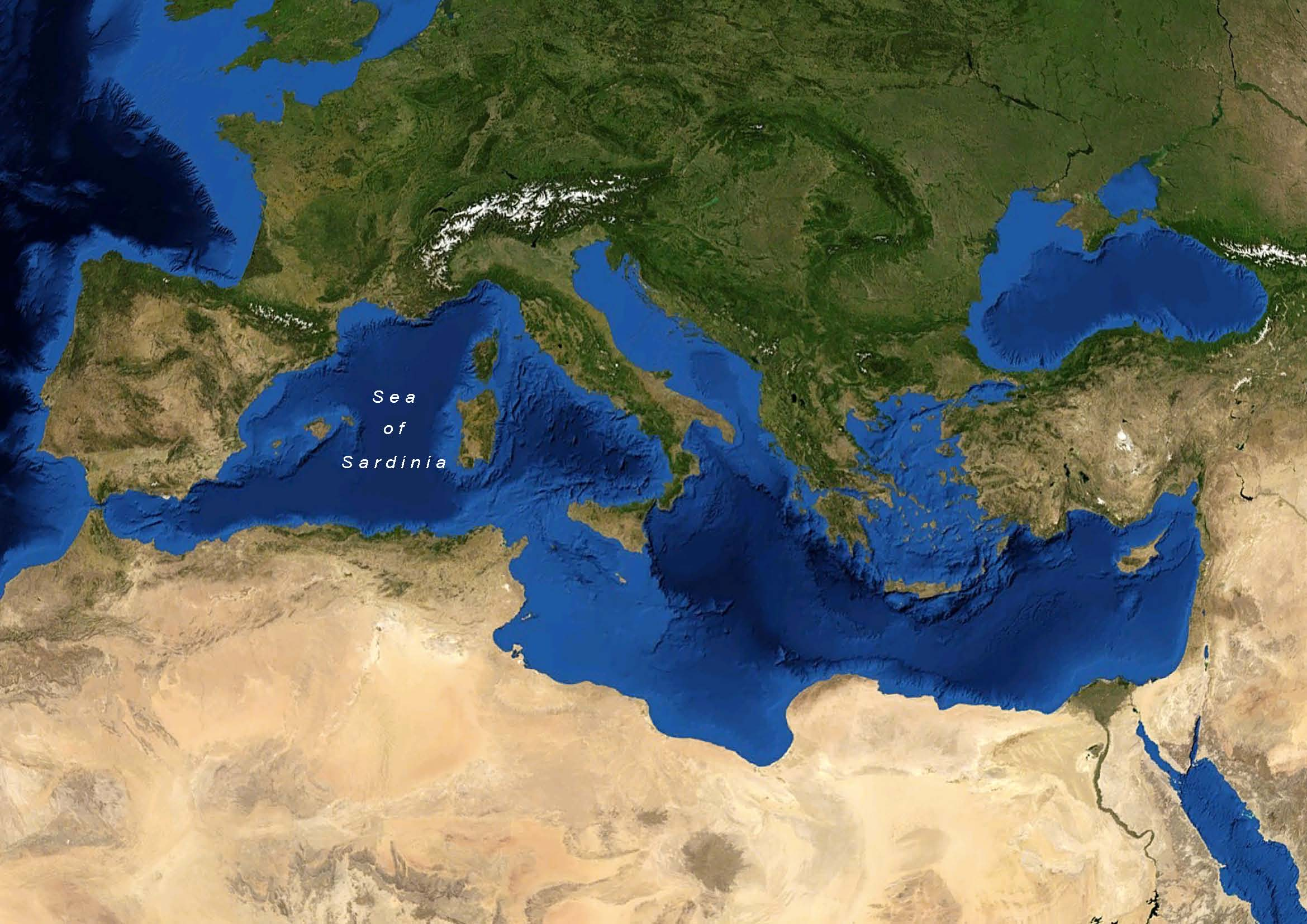

薩丁尼亞海是地中海的一部分，位於西班牙的巴利阿里群島和意大利的薩丁尼亞島之間，最深點在梅諾卡島西北面150公里，水深約3,000米。
40°00′N 6°00′E / 40.000°N 6.000°E